# Treize jours en France
Treize jours en Franse is een Franse sportdocumentaire uit 1968 onder regie van Claude Lelouch en François Reichenbach.

## Verhaal
In 1968 vinden de Olympische Winterspelen plaats in Grenoble. De schaatsster Peggy Fleming en de skiër Jean-Claude Killy behalen er een gouden medaille. President Charles de Gaulle is tijdens de Spelen aanwezig, wanneer zijn land er de beste prestaties tot op vandaag neerzet.

## Rolverdeling
| Acteur            | Personage |
| ----------------- | --------- |
| Peggy Fleming     | Zichzelf  |
| Jean-Claude Killy | Zichzelf  |
| Dalida            | Zichzelf  |
| Charles de Gaulle | Zichzelf  |
| Johnny Hallyday   | Zichzelf  |